# Partido Comunista del Ecuador

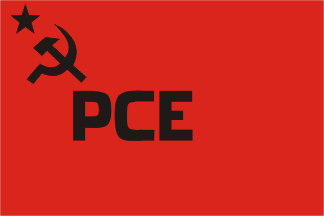
Kommunistpartiets symbol.

Partido Comunista  del Ecuador är ett kommunistiskt politiskt parti i Ecuador. Partiet ger ut tidningen El Pueblo. Dess ungdomsförbund heter Juventud Comunista del Ecuador.